# Hemithyrsocera walkeri
Hemithyrsocera walkeri är en kackerlacksart som först beskrevs av Karlis Princis 1969.  Hemithyrsocera walkeri ingår i släktet Hemithyrsocera och familjen småkackerlackor. Inga underarter finns listade i Catalogue of Life.